# Gran Premio de Estados Unidos de Motociclismo de 1989
El Gran Premio de Estados Unidos de Motociclismo de 1989 fue la tercera prueba de la temporada 1989 del Campeonato Mundial de Motociclismo. El Gran Premio se disputó el 16 de abril de 1989 en el Circuito de Laguna Seca.

## Resultados 500cc
Una serie de incidentes caracterizó la carrera de 500cc. Durante la carrera, se cayó el australiano Wayne Gardner y se rompió el tobillo. Algo similar le pasó al australiano Kevin Magee que se rompió al tibia al chocarse violentamente con el estadounidense Bubba Shobert al final de la carrera. El norteamericano se llevó la peor parte del daño al ser ingresado en coma y, una vez dado de alta, retirarse definitivamente del mnotociclismo. La victoria en todo esta serie de desgracias fue para Wayne Rainey por delante de sus compatriotas Kevin Schwantz y Eddie Lawson.
| Pos.     | Piloto              | Equipo                                   | Moto   | Tiempo     | Pts. |
| -------- | ------------------- | ---------------------------------------- | ------ | ---------- | ---- |
| 1        | Wayne Rainey        | Team Lucky Strike Roberts                | Yamaha | 58:56.179  | 20   |
| 2        | Kevin Schwantz      | Suzuki Pepsi Cola                        | Suzuki | +6.849     | 17   |
| 3        | Eddie Lawson        | Rothmans Kanemoto Honda                  | Honda  | +19.912    | 15   |
| 4        | Kevin Magee         | Team Lucky Strike Roberts                | Yamaha | +23.732    | 13   |
| 5        | Niall Mackenzie     | Marlboro Yamaha Team Agostini            | Yamaha | +28.223    | 11   |
| 6        | Christian Sarron    | Sonauto Gauloises Blondes Yamaha Mobil 1 | Yamaha | +30.595    | 10   |
| 7        | Pierfrancesco Chili | HB Honda Gallina Team                    | Honda  | +1:29.901  | 9    |
| 8        | Mick Doohan         | Rothmans Honda Team                      | Honda  | +1 Vuelta  | 8    |
| 9        | Bubba Shobert       | Cabin Racing Team                        | Honda  | +1 Vuelta  | 7    |
| 10       | Dominique Sarron    | Team ROC Elf Honda                       | Honda  | +1 Vuelta  | 6    |
| 11       | Alessandro Valesi   | Team Iberia                              | Yamaha | +2 Vueltas | 5    |
| 12       | Marco Gentile       | Fior Marlboro                            | Fior   | +2 Vueltas | 4    |
| 13       | Simon Buckmaster    | Racing Team Katayama                     | Honda  | +2 Vueltas | 3    |
| 14       | Bruno Kneubühler    | Romer Racing Suisse                      | Honda  | +2 Vueltas | 2    |
| 15       | Michael Rudroff     | HRK Motors                               | Honda  | +3 Vueltas | 1    |
| 16       | Fernando González   | Club Motocross Pozuelo                   | Honda  | +4 Vueltas |      |
| 17       | Vincenzo Cascino    |                                          | Honda  | +4 Vueltas |      |
| Ret      | Ron Haslam          | Suzuki Pepsi Cola                        | Suzuki | Ret        |      |
| Ret      | Tadahiko Taira      | Yamaha Motor Company                     | Yamaha | Ret        |      |
| Ret      | Nicholas Schmassman | FMS                                      | Honda  | Ret        |      |
| Ret      | Freddie Spencer     | Marlboro Yamaha Team Agostini            | Yamaha | Ret        |      |
| Ret      | Randy Mamola        | Cagiva Corse                             | Cagiva | Ret        |      |
| Ret      | David Busby         |                                          | Honda  | Ret        |      |
| Ret      | Eugene Brown        |                                          | Suzuki | Ret        |      |
| Ret      | Michael Wild        |                                          | Suzuki | Ret        |      |
| Ret      | Wayne Gardner       | Rothmans Honda Team                      | Honda  | Ret        |      |
| Fuentes: |                     |                                          |        |            |      |

## Resultados 250cc
Carrera dominada de principio a fin por el estadounidense John Kocinski que salía desde la pole position y obtuvo la vuelta rápida. El segundo puesto fue para su compatriota Jim Filice, que había vencido esta misma prueba el año pasado. mientras que el tercer puesto fue para el italiano Luca Cadalora. Port primera vez en año y medio, el podio de 250cc no tiene a ningún representante español. Sito Pons y Carlos Cardús fue cuarto y quinto respectivamente.
| Pos. | Piloto                    | Moto    | Tiempo   | Pts. |
| ---- | ------------------------- | ------- | -------- | ---- |
| 1    | John Kocinski             | Yamaha  | 48.19.96 | 20   |
| 2    | Jim Filice                | Honda   | 48.27.98 | 17   |
| 3    | Luca Cadalora             | Yamaha  | 48.32.75 | 15   |
| 4    | Sito Pons                 | Honda   | 48.37.36 | 13   |
| 5    | Carlos Cardús             | Honda   | 48.42.19 | 11   |
| 6    | Jacques Cornu             | Honda   | 48.42.63 | 10   |
| 7    | Jean-Philippe Ruggia      | Yamaha  | 48.52.64 | 9    |
| 8    | Reinhold Roth             | Honda   | 49.13.94 | 8    |
| 9    | Loris Reggiani            | Honda   | 49.22.66 | 7    |
| 10   | Masahiro Shimizu          | Honda   | 49.29.34 | 6    |
| 11   | Ivan Palazzese            | Aprilia | 49.38.54 | 5    |
| 12   | Alberto Puig              | Yamaha  | 1 Vuelta | 4    |
| 13   | Jochen Schmid             | Honda   | 1 Vuelta | 3    |
| 14   | Didier de Radiguès        | Aprilia | 1 Vuelta | 2    |
| 15   | Garry Cowan               | Yamaha  | 1 Vuelta | 1    |
| 16   | Alex Barros               | Yamaha  | 1 Vuelta |      |
| 17   | Fabio Barchitta           | Aprilia | 1 Vuelta |      |
| 18   | Stefano Caracchi          | Honda   | 1 Vuelta |      |
| 19   | Harald Eckl               | Aprilia | 1 Vuelta |      |
| 20   | Richard Oliver            | Yamaha  | 1 Vuelta |      |
| 21   | Fausto Ricci              | Aprilia | 1 Vuelta |      |
| 22   | Andreas Preining          | Aprilia | 1 Vuelta |      |
| 23   | Richard Moore             | Yamaha  | 1 Vuelta |      |
| 24   | Don Greene                | Yamaha  | 1 Vuelta |      |
| 25   | Jean-François Baldé       | Yamaha  | 1 Vuelta |      |
| Ret  | Daniel Amatriaín          | Honda   | Ret      |      |
| Ret  | Helmut Bradl              | Honda   | Ret      |      |
| Ret  | Juan Garriga              | Yamaha  | Ret      |      |
| Ret  | Martin Wimmer             | Aprilia | Ret      |      |
| Ret  | August Auinger            | Yamaha  | Ret      |      |
| Ret  | Javier Cardelús           | Cobas   | Ret      |      |
| Ret  | Alberto Rota              | Aprilia | Ret      |      |
| Ret  | Jean Foray                | Yamaha  | Ret      |      |
| Ret  | Alan Carter               | Aprilia | Ret      |      |
| Ret  | Robbie Petersen           | Aprilia | Ret      |      |
| Ret  | Thomas Stevens            | Yamaha  | Ret      |      |
| DNQ  | Michael Duhamel           | Aprilia | DNQ      |      |
| DNQ  | Patrick van den Goorbergh | Yamaha  | DNQ      |      |
| DNQ  | Paolo Casoli              | Honda   | DNQ      |      |
| DNQ  | Andy Leisner              | Honda   | DNQ      |      |
| DNQ  | Urs Jücker                | Yamaha  | DNQ      |      |
| DNQ  | Daniel Coe                | Yamaha  | DNQ      |      |
| DNQ  | Doug Brauneck             | Yamaha  | DNQ      |      |
| DNQ  | Luis Lavado               | Yamaha  | DNQ      |      |
| DNQ  | Hans Becker               | Honda   | DNQ      |      |
| DNQ  | Steve Crevier             | Aprilia | DNQ      |      |
| DNQ  | Jeffrey Sayle             | Yamaha  | DNQ      |      |
| DNQ  | Jim DeWitte               | Honda   | DNQ      |      |
| DNQ  | Lucio Pietroniro          | Yamaha  | DNQ      |      |
| DNQ  | Chris D'Aluisio           | Yamaha  | DNQ      |      |
| DNQ  | Jon Cornwell              | Aprilia | DNQ      |      |
| DNQ  | David Busby               | Honda   | DNQ      |      |
| DNQ  | Darren Millner            | Yamaha  | DNQ      |      |
| DNQ  | Eric Kondo                | Yamaha  | DNQ      |      |
| DNQ  | José Barresi              | Yamaha  | DNQ      |      |
| DNQ  | James Stephens            | Yamaha  | DNQ      |      |